# Петрозіно
Петрозіно (італ. Petrosino, сиц. Pitrusinu) — муніципалітет в Італії, у регіоні Сицилія, провінція Трапані.
Петрозіно розташоване на відстані близько 470 км на південь від Рима, 90 км на південний захід від Палермо, 34 км на південь від Трапані.
Населення — 8019 осіб (2014).
Щорічний фестиваль відбувається 31 травня. Покровитель — Maria SS. delle Grazie.

## Демографія
Населення за роками:

Станом на 1 січня 2023 року в муніципалітеті офіційно проживало 697 іноземців з 32 країн, серед них 209 громадян країн Євросоюзу та 1 громадянин України.

## Сусідні муніципалітети
- Марсала
- Мацара-дель-Валло